# L'Emploi (film, 1961)
Pour les articles homonymes, voir L'Emploi.
Pour plus de détails, voir Fiche technique et Distribution.
L'Emploi (Il posto) est un film italien réalisé en 1961 par Ermanno Olmi.

## Synopsis
Un fils d'ouvrier de la province lombarde passe, en compagnie d'une vingtaine d'autres candidats, le concours d'entrée d'une grande entreprise milanaise. Garçon de courses, puis aide-concierge, il prend ensuite, à la faveur du décès de son titulaire, un obscur poste d'employé de bureau. Il fait la connaissance d'une dactylo qu'il attend au bal de fin d'année organisé par l'entreprise, mais celle-ci ne vient pas. Il s'enferme alors dans la solitude et la grisaille de la vie bureaucratique.

## Fiche technique
- Titre original : Il posto
- Titre français : L'Emploi
- Réalisation : Ermanno Olmi
- Scénario : Ermanno Olmi
- Script-girl : Adriana Roworth
- Directeur de la photographie : Lamberto Caimi, Noir et Blanc
- Photographe de plateau : Roberto Barbieri
- Musique : Pier Emilio Bassi
- Décors : Ettore Lombardi
- Montage : Carla Colombo
- Son : Giuseppe Donato
- Producteur : Alberto Soffientini pour Titanus/The 24 Horses
- Directeur de production : Attilio Torricelli
- Distribution : Titanus Distribuzione
- Durée : 105 minutes
- Pays d'origine :  Italie
- Lieux de tournage : Meda (périphérie de Milan, Lombardie)
- Présenté hors concours à la Mostra de Venise le 1er septembre 1961
- Date de sortie : 13 septembre 1961 en Italie
- Date de sortie : 23 janvier 1963 en France
- Genre : Film dramatique

## Distribution artistique
- Sandro Panseri : Domenico Cantoni
- Loredana Detto : Antonietta Masetti dite Magali
- Tullio Kezich : l'examinateur
- Mara Revel : la collègue de Domenico
- Guido Spadea : Portioli
- Bice Melegari
- Corrado Aprile
- Guido Chiti

## Récompenses
- Prix de l'Office Catholique au Festival de Venise 1961. Le jury a justifié sa décision en disant qu'il s'agit d'Une œuvre qui, contrastant avec une représentation trop souvent forcée et pessimiste de la vie, témoigne, au contraire, d'un sens aigu de la condition humaine, d'une sensibilité discrète, de fraîcheur, d'humour et de poésie.
- Prix de la Critique internationale au Festival de Venise 1961

## Commentaire
Le générique de L'Emploi se clôt par le texte : « Pour les gens qui vivent dans les petites villes et dans les villages de la Lombardie, Milan signifie surtout un emploi. »
Il posto fit découvrir Ermanno Olmi. Honoré de diverses récompenses, le film parut, à sa sortie, d'une grande singularité. Pourtant, là où Anne Kieffer y admire une œuvre « en demi-teintes montrant de l'intérieur le destin ordinaire d'un gratte-papier anonyme dans laquelle Ermanno Olmi évacue en douceur son propre passé d'employé à la Volta Edison », Jacques Lourcelles y dénonce tout de même « un avatar très tardif du néoréalisme. » Freddy Buache, proche de ce dernier point de vue, y décèle les mêmes stigmates lorsqu'il parle, à son sujet, de « retour au récit zavattinien, équilibre d'humour discret et de tristesse apprêtée sentimentalement en vue de dresser des chroniques de la vie quotidienne. ». Les deux critiques insistent, en outre, sur le caractère extrêmement dédramatisé de l'action qui achève de rendre le personnage principal, comme ceux qui gravitent autour de lui, « sans résonance affective et sans volonté de révolte. ». À ce titre, les rapprochements effectués, ici ou là, avec Kafka, voire Gogol paraissent incongrus, dans la mesure où le film, contrairement au Manteau de Lattuada, est lesté, tout à la fois, de dimension fantastique et de veine satirique.
« Le constat d'Olmi, malgré le soin apporté à la piste sonore, à la précision des gestes, à l'authenticité des lieux, malgré la pudeur, la retenue, laisse apparaître sous le document reconstitué la veinure du romanesque ; en se proposant de prolonger la leçon du Voleur de bicyclette et d' Umberto D, (le film) en reprend, même s'il les dissimule habilement, les défauts plutôt que les qualités », semble regretter Freddy Buache (op. cité).
Jean A. Gili propose, quant à lui, d'envisager le film « à un double niveau, soit l'observation quasi clinique d'un individu qui accepte sans rechigner une intégration qui le condamne » à une vie d'obscur bureaucrate, « soit la dénonciation feutrée d'un système économique qui transforme les illusions de jeunesse en acceptation passive d'un travail stérilisant l'âme et le corps. »
« Pour représenter un drame social, il faut immédiatement avoir les idées claires pour distinguer sans ambages : voici le bourreau et voilà la victime. (...) En suivant le jeune protagoniste d' Il posto, alors qu'il s'assoit à sa table de travail, signe extérieur de son "succès", j'ai peur que bien vite ses persécuteurs ne déteignent sur lui, qu'il finisse par étouffer ce qu'il y a de vivant et d'authentique en lui ; en un mot, qu'il en arrive à nier sa propre personne, à être son propre persécuteur. (...) Son principal adversaire, c'est lui. Et c'est pourquoi, plutôt que d'indiquer des agents extérieurs responsables, je préfère vivre, avec le personnage, son drame personnel. », commente Ermanno Olmi.